# Allium koenigianum
Allium koenigianum — вид трав'янистих рослин родини амарилісові (Amaryllidaceae), ендемік Туреччини.

## Поширення
Ендемік Туреччини (схід).
Росте серед чагарників.

## Охорона
Вид включено в Червону книгу Туреччини.